# Xylosma inaequinervium
Xylosma inaequinervium är en videväxtart som beskrevs av Herman Otto Sleumer. Xylosma inaequinervium ingår i släktet Xylosma och familjen videväxter. Inga underarter finns listade i Catalogue of Life.